# Eurypon
Eurypon is een geslacht van sponsdieren uit de klasse van de Demospongiae (gewone sponzen).

## Soorten
- Eurypon brunum Aguilar-Camacho & Carballo, 2013
- Eurypon cactoides (Burton & Rao, 1932)
- Eurypon calypsoi Lévi, 1958
- Eurypon cinctum Sarà, 1960
- Eurypon clavatella Little, 1963
- Eurypon clavatum (Bowerbank, 1866)
- Eurypon clavigerum (Bowerbank, 1866)
- Eurypon clavilectuarium Santos, França & Pinheiro, 2014
- Eurypon coronula (Bowerbank, 1874)
- Eurypon debrumi (de Laubenfels, 1954)
- Eurypon denisae Vacelet, 1969
- Eurypon distyli Santos, França & Pinheiro, 2014
- Eurypon diversicolor Aguilar-Camacho & Carballo, 2013
- Eurypon duoacanthostyla (Hoshino, 1981)
- Eurypon encrusta (Thomas, 1981)
- Eurypon fulvum Lévi, 1969
- Eurypon gracile Bertolino, Calcinai & Pansini, 2013
- Eurypon graphidiophora (Hentschel, 1911)
- Eurypon hispidulum (Topsent, 1904)
- Eurypon hispidum Bergquist, 1970
- Eurypon incipiens Topsent, 1927
- Eurypon inuisitatiacanthostyla (Hoshino, 1981)
- Eurypon lacazei (Topsent, 1891)
- Eurypon lamellatum (Lévi, 1993)
- Eurypon lictor (Topsent, 1904)
- Eurypon longispiculum (Carter, 1876)
- Eurypon major Sarà & Siribelli, 1960
- Eurypon miniaceum Thiele, 1905
- Eurypon mixtum (Topsent, 1928)
- Eurypon mucronale (Topsent, 1928)
- Eurypon nigrum Bergquist, 1967
- Eurypon obtusum Vacelet, 1969
- Eurypon patriciae Aguilar-Camacho & Carballo, 2013
- Eurypon polyplumosum (Lévi, 1958)
- Eurypon radiatum (Bowerbank, 1866)
- Eurypon scabiosum (Topsent, 1927)
- Eurypon sessile (Carter, 1880)
- Eurypon simplex (Bowerbank, 1874)
- Eurypon spinularia (Bowerbank, 1875)
- Eurypon spitzbergense (Fristedt, 1887)
- Eurypon suassunai Santos, França & Pinheiro, 2014
- Eurypon topsenti (Burton, 1954)
- Eurypon topsenti Pulitzer-Finali, 1983
- Eurypon toureti (Topsent, 1894)
- Eurypon tylospinosum Aguilar-Camacho & Carballo, 2013
- Eurypon unispiculum (Carter, 1880)
- Eurypon vescicularis Sarà & Siribelli, 1960
- Eurypon viride (Topsent, 1889)